# Rolls-Royce Griffon
Il Rolls-Royce Griffon era un motore aeronautico 12 cilindri a V di 60° prodotto dalla britannica Rolls-Royce Limited durante gli anni quaranta, utilizzato su alcuni velivoli durante la seconda guerra mondiale e nel periodo ad essa successivo.
Il Griffon derivava da uno sviluppo del Rolls-Royce R utilizzato dagli idrocorsa da competizione inglesi che parteciparono alla Coppa Schneider durante gli anni trenta.

## Storia e sviluppo
Inizialmente era stato pensato quale motore a bassa potenza da impiegare sui velivoli navali Fairey Firefly. L'idea di utilizzare il Griffon sull'aereo da caccia Supermarine Spitfire venne nel 1939 a Joe Smith, che aveva assunto l'incarico di capo progettista alla Supermarine dopo la scomparsa del suo progettista, Reginald Joseph Mitchell.
In quel periodo però la Rolls-Royce era alle prese con lo sviluppo del più piccolo, 27 litri di cilindrata,  Merlin. Quest'ultimo motore aveva già fornito delle prestazioni superiori a quelle delle versioni iniziali del Griffon.
Con il proseguire dello sviluppo del motore venne deciso di provarlo sullo Spitfire. Il primo caccia a montare il Griffon fu un unico esemplare della versione Mk. IV (matricola DP845), che a sua volta era uno Spitfire Mk. III con ali corte. La versione del motore utilizzata era la RG2SM con compressore a singolo stadio e a due velocità. Il volo di prova venne effettuato il 27 novembre 1941.
La Rolls-Royce introdusse sul Griffon i recenti sviluppi nel campo della sovralimentazione applicati al Merlin. Le ultime versioni del Griffon erano dotate di un compressore a due stadi a tre velocità.
La prima variante di produzione dello Spitfire a montare il Griffon fu la Mk. XII. In questo caso il motore era un Griffon versione III o IV da 1 758 hp (1 294 kW). Sulla successiva versione Mk. XIV venne montato il Griffon 65. Sulle ultime versioni del caccia venne montato il Griffon 61. Anche la versione da ricognizione fotografica PR.Mk. XIX prodotta a partire dal 1944 e utilizzata anche dopo la fine del conflitto, PR. Mk.19, montava il motore Griffon nelle versioni 65 e 66. Da notare che fu proprio un velivolo di questa versione a compiere, nell'aprile 1954, l'ultimo volo operativo dello Spitfire nella RAF.
Il Griffon 101, dotato di compressore a tre velocità, venne anche montato sull'unico Supermarine Spiteful (matricola RB518). Il velivolo raggiunse la velocità di 795 km/h (494 mph).
Il Griffon oltre che sullo Spitfire venne impiegato anche sul pattugliatore marittimo quadrimotore Avro 696 Shackleton.

## Versioni
Dati estratti da Spitfire Society
- Griffon II - 1 730 hp (1 280 kW) a 230 m e 1 495 hp (1 110 kW) a 4 400 m
- Griffon VI - 1 815 hp (1 350 kW) a 610 m
- Griffon 58 - utilizzato sull'Avro Shackleton
- Griffon 60 -
- Griffon 65 - 2 035 hp (1 520 kW) a 2 100 m e 1 820 a 6 400 m
- Griffon 66 -
- Griffon 72 - 2 245 hp (1 670 kW) a 2 800 m
- Griffon 74 -
- Griffon 83 -
- Griffon 85 - 2 375 hp (1 771 kW) montato sullo Supermarine Spiteful XIV
- Griffon 88 -
- Griffon 89 - 2 350 hp (1 770 kW) montato sullo Spiteful XV
- Griffon 101 - 2 420 hp (1 800 kW) montato sullo Spiteful XVI

## Velivoli Utilizzatori
Regno Unito
- Avro 696 Shackleton
- Fairey Firefly
- Martin-Baker MB 5
- Supermarine Seafang
- Supermarine Spitfire Mk.IV e dal Mk.XII in poi
- Supermarine Spiteful Mk.XV e Mk.XIV

 Stati Uniti
- Red Baron RB-51 (aereo da competizione)